# Amtsgericht Diedenhofen
Das Amtsgericht Diedenhofen war ein deutsches Amtsgericht mit Sitz in Diedenhofen in den Jahren 1879 bis 1918.

## Geschichte
Diedenhofen war Sitz eines französischen Friedensgerichts. Nach der Abtretung Elsass-Lothringens im Frieden von Frankfurt an das Deutsche Reich 1871 wurde die Gerichtsstruktur mit dem Gesetz, betreffend Abänderung der Gerichtsverfassung vom 14. Juli 1871 und der Ausführungsbestimmung hierzu vom gleichen Tag neu geregelt. Dabei wurden die Friedensgerichte beibehalten.
Die Grenze zwischen Deutschland und Frankreich folgte in Lothringen nicht den jeweiligen Kantonsgrenzen, sondern der Sprachgrenze. Damit kamen Teile des Kantons Longwy und des Kantons Audun-le-Roman zu Deutschland und bildeten dort den Kanton Fontoy. Durch Verordnung des Reichskanzlers vom 7. August 1871 wurde das Friedensgericht Kattenhofen (für den Kanton Cattenom) aufgehoben und sein Sprengel sowie der Kanton Fontoy dem neu geschaffenen Friedensgericht Diedenhofen II zugeordnet.
Im Rahmen der Reichsjustizgesetze wurden 1879 die Friedensgerichte im Reichsland Elsass-Lothringen aufgehoben und Amtsgerichte gebildet. Die beiden Diedenhofener Friedensgerichte wurden dabei zum Amtsgericht Diedenhofen zusammengefasst. Das Amtsgericht Diedenhofen war dem Landgericht Metz nachgeordnet.
Am Gericht bestanden 1880 drei Richterstellen. Das Amtsgericht war das zweitgrößte Amtsgericht im Landgerichtsbezirk.
Der Gerichtsbezirk umfasste 1895 die Kantone Fentsch, Kattenhofen, Metzerwiese und 17 Gemeinden des Kantons Diedenhofen mit 722 Quadratkilometern und 63.833 Einwohnern und 76 Gemeinden.
Mit Verordnung des Reichsstatthalters vom 23. Mai 1895 wurde das Amtsgericht Hayingen zum 1. Juli 1895 gebildet. Diesem wurden die Gemeinden Algringen, Ersingen, Fameck, Fentsch, Hayingen, Kneuttingen, Lommeringen, Marspich, Neunhäuser, Nilvingen, Rangwall und Schremingen aus dem Gerichtsbezirk des Amtsgericht Diedenhofen zugewiesen.
Mit der Verordnung des Statthalters, betreffend die auswärtigen Gerichtstage der Amtsgerichte vom 4. Dezember 1903 wurde festgelegt, dass das Amtsgericht Diedenhofen Gerichtstage in Metzerwiese für die Gemeinden Bettsdorf, Bidlingen, Büdingen, Diesdorf, Elsingen, Endorf, Homburg-Bidingen, Inglingen, Kemplich, Kedingen, Lüttingen, Metzeresch, Metzerwiese, Monneren, Rörchingen, Udern und Wolsdorf abhalten sollte.
Nach der Abtretung Elsass-Lothringens an Frankreich nach dem Ersten Weltkrieg wurde das Amtsgericht Diedenhofen als „Tribunal cantonal Thionville“ weitergeführt. Im Zweiten Weltkrieg wurde 1940 von der deutschen Besatzungsmacht die vorgefundene Gerichtsstruktur unter Verwendung deutscher Ortsnamen und Behördenbezeichnungen, hier als Amtsgericht Diedenhofen, fortgeführt. Dieses war nun jedoch dem neu gebildeten Landgericht Diedenhofen nachgeordnet.